# Pilguldmal
Pilguldmal (Phyllonorycter salictellus) är en fjärilsart som först beskrevs av Philipp Christoph Zeller 1846.  Pilguldmal ingår i släktet guldmalar, och familjen styltmalar. Arten är reproducerande i Sverige.